# An ca lớn
An ca lớn (danh pháp hai phần: Pinguinus impennis) là một loài chim trong họ Alcidae. An ca lớn là một loài an ca lớn, không bay đã bị tuyệt chủng trong giữa thế kỷ 19. Đó là loài an ca hiện đại duy nhất trong chi Pinguinus, một nhóm các loài chim trước đây là bao gồm một loài an ca khổng lồ nữa có thể bay ở khu vực Đại Tây Dương. Chúng sinh sản trên các hải đảo cô lập, mặt đá có thể dễ dàng tiếp cận đại dương và nguồn thực phẩm cung cấp phong phú, địa điểm sinh sống hiếm có trong tự nhiên cung cấp một nơi sinh sản cho loài an ca lớn. Khi không sinh sản, an ca lớn đã dành thời gian tìm kiếm thức ăn trong các vùng biển Bắc Đại Tây Dương, phân bố xa về phía nam đến Anh và phía bắc Tây Ban Nha thông qua Canada, Greenland, Iceland, quần đảo Faroe, Na Uy, Ireland, và Anh.

## Hình ảnh

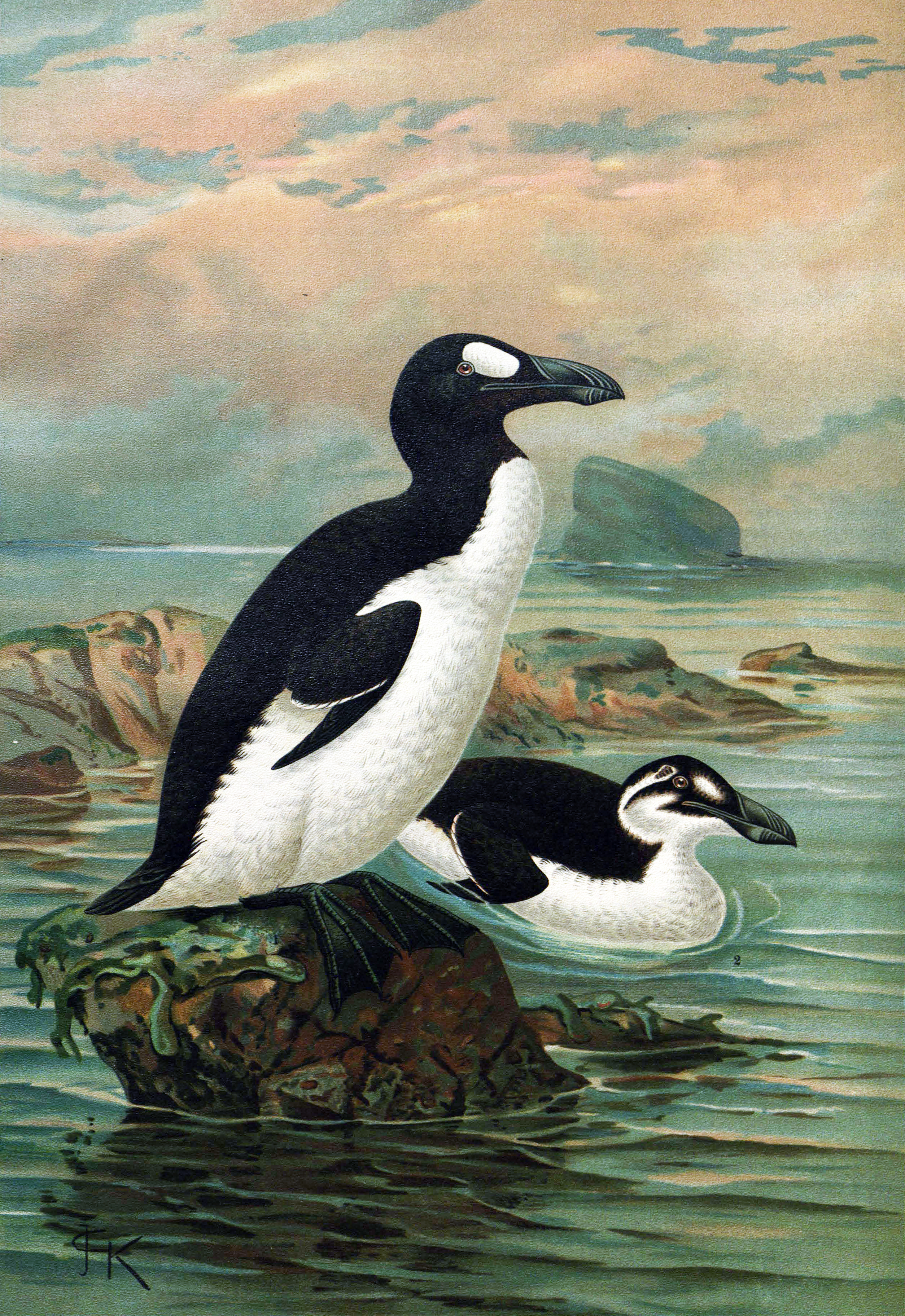
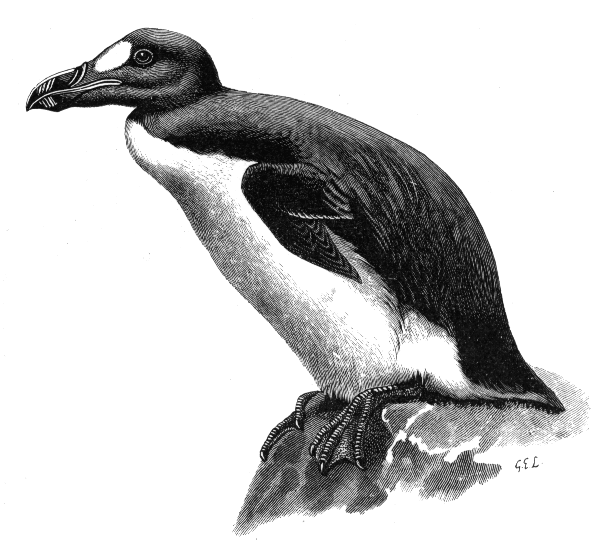
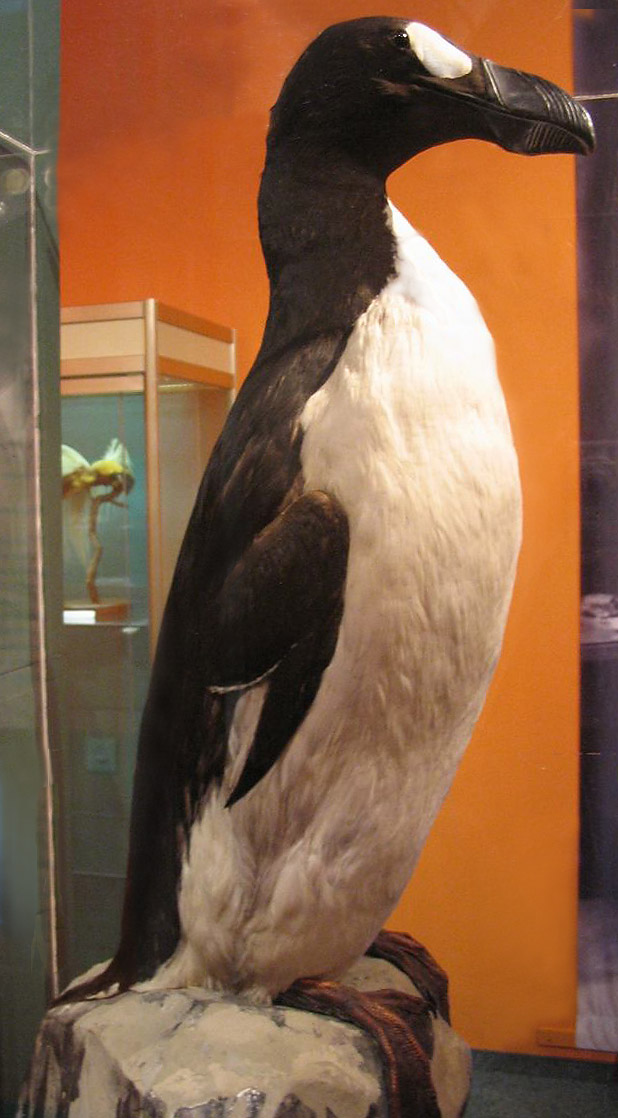
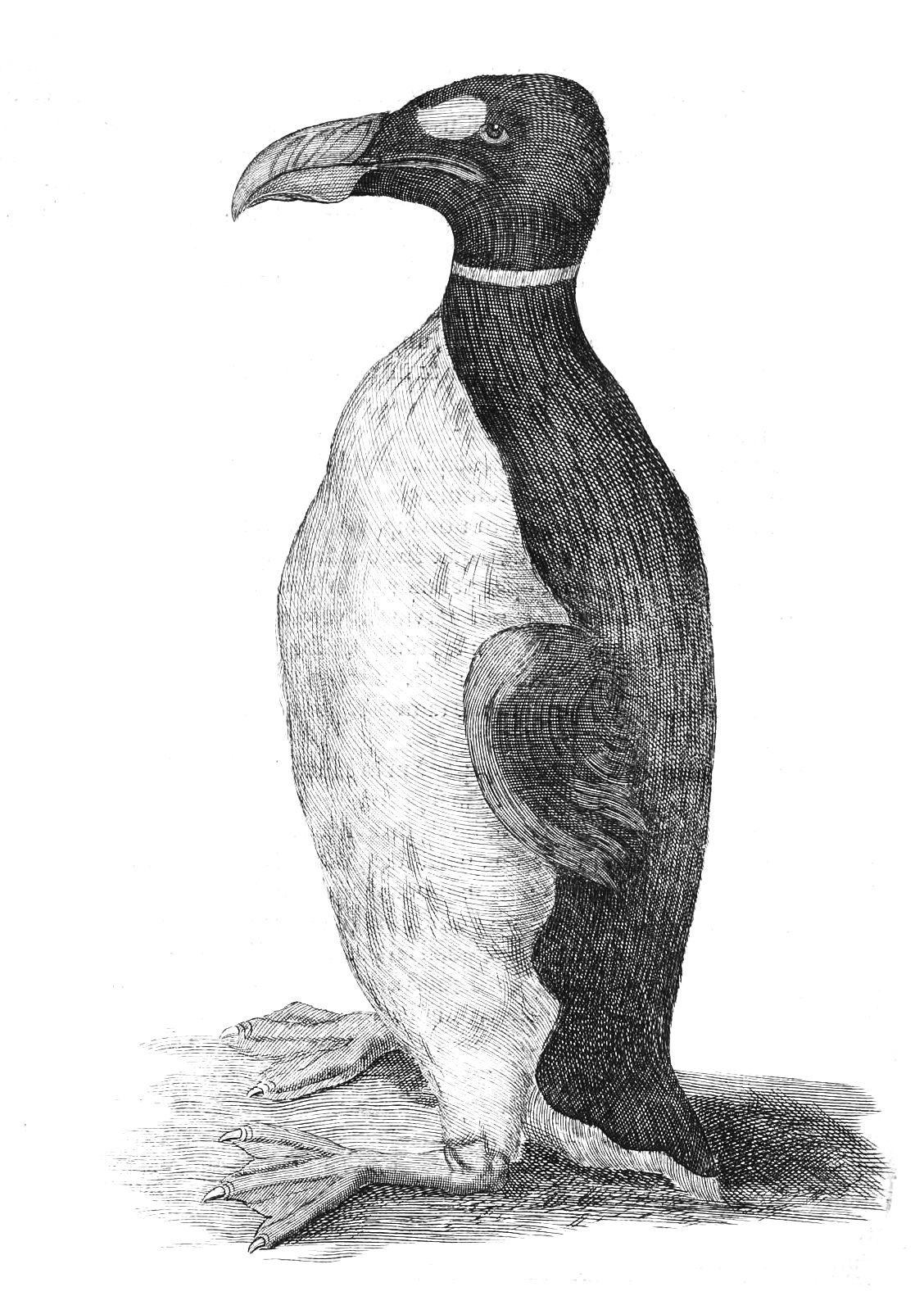
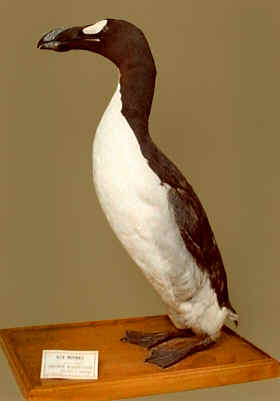